# Федоренко Василь Гаврилович
Васи́ль Гаври́лович Федо́ренко (1890-?) учасник першої світової війни в званні унтр офіцера георігевскій кавалер. активний учасник громадянської війни червоні козаки кавалер ордена Червоного Прапора.

## Біографія
Народився в 1890 році в українській селянській родині в селі поблизу Бахмута, за іншими відомостями народився в Бахмуті. Закінчив сільську початкову школу. До 1912 року займався сільським господарством.
У 1912 році був призваний в РІА служив рядовим, взводним і підпрапорщиком кірасирської її величності полку. З початком Першої світової війни в 1914 році разом зі своїм полком відбув на фронті де пробув до 1917 року. На фронті отримав два георгіївські хреста і дві георгіївські медалі.
Після демобілізації 1917 році повернувся в рідне село де був обраний головою сільради. Під час оборони Донбасу 1918 від наступаючих німецьких частин командував повстанським загоном. Після заняття німцями Бахмутського повіту пішов у підпілля. Восени 1918 року організував і очолив повстанський загін разом з яким боровся проти німецьких частин і частин Армії УНР в повіті.
8 січня 1919 року із своїм загоном приєднався до дивізії Дибенко. Після створення другої Донецької губернії 22 січня 1919 року займався радянською роботою в Георгіївській волості, Слов'яносербського повіту. В цей же час він служив продагентом в 13-й РККА. Після заняття Донбасу добровольчими частинами влітку 1919 виїхав до Харкова де записався добровольцем в кавалерійський Харківський запасний полк.
14 серпня 1919 роки разом зі своїм полком вступив в Червоне козацтво. У Червоному козацтві виконував обов'язки:
- командир 1-ї сотні 6 полку.
- командир 1-го полку з березня по червень 1920.
- командир 6-го полку.
- командир 4-го полку.

У липні 1920 був прийнятий в ВКП (б).
За заняття Збаржа 26 липня 1920 був нагороджений орденом Червоного Прапора.
За час служби в частинах Червоного козацтва був нагороджений орденом Червоного Прапора.
З квітня 1921 до січня 1922 командував 6-м полком, потім знову з листопада 1922 до березня 1923 роки після чого демобілізувався.
Після демобілізації був відправлений на господарську роботу в Ростовську область де був директором радгоспу «Верблюд».
У 1932 році в зв'язку з невиконанням плану заготівлі зернових на Василя завели кримінальну справу але відпустили до суду під розписку. Восени 1933 році він приїхав до Харкова шукаючи допомоги в українського уряду, він зустрівся з головою раднаркому УРСР Чубарем. Після цього Василь повернувся в Бахмут де отримав відомості що всі звинувачення з нього зняті. Він написав вдячного листа: "З запізненням, але відсвяткували 16-ту річницю Великого Жовтня. Сидимо за столом, вся сім'я, і сміємося, і плачем, не приховуючи сліз. Так, жива ленінська правда! Слава справжнім більшовикам! Від усіх нас гарячий привіт товаришеві Власу Яковичу Чубарю ".
Після чого поїхав в радгосп «Верблюд» де продовжив роботу.